# 国光文乃
国光 文乃 （くにみつ あやの、1979年3月20日 - ）は、日本の政治家、医師。自由民主党所属の衆議院議員（3期）。厚生労働技官、総務大臣政務官、自由民主党女性局長代理、厚生労働部会、文部科学部会、国土交通部会、農林部会、外交部会副部会長などを歴任。
戸籍名は「佐藤文乃」。議会登録名等では「国光あやの」の名義を用いている。

## 経歴
山口県の屋代島（行政区分は周防大島町）に生まれる。家は代々続くみかん農家であったが、父親が建築系の会社員で転勤族であったため、小学校入学前に島を出る。母親は薬剤師。
広島県立広島観音高等学校、長崎大学医学部医学科を卒業。国立病院機構災害医療センター、東京医療センター等に勤務し、2005年に厚生労働省に入る。省内では介護保険や、がん検診、災害対策、診療報酬などに従事した。この間、渡米し、カリフォルニア大学ロサンゼルス校（UCLA）公衆衛生大学院に学び、修士課程を修了。2010年、東京医科歯科大学大学院で博士課程を修了した。自民党の政治塾に入り、元厚生大臣の丹羽雄哉の後継者に指名され、2017年1月に厚生労働省を保険局医療課課長補佐を最後に退職、2月に茨城6区から丹羽雄哉の後継者として次期総選挙に正式に出馬することを表明した。その後、自民党公認を得て、以後、正式に立候補するまで茨城県土浦市とつくば市の病院に勤務した。
2017年の第48回衆議院議員総選挙で自民党公認候補として茨城6区から出馬。同選挙区から希望の党と共産党の候補者も出馬し、新人3人の選挙戦となった。選挙の結果、希望の党と共産党の候補者を破り、初当選した（希望の党の青山大人は比例で復活当選）。2018年6月7日に岸田派に入会した。
2019年2月、当選1回ながら予算委員会で質問。厚労省出身の立場から労働統計不正問題に食い込むとともに、農業用電力の価格高騰阻止に前向きな答弁を引き出した。
2019年12月、永田町の働き方改革の一環で、自らの議員事務所も、コンサルタントに依頼し働き方改革を行い、秘書の残業時間の縮減と実績の向上を成し遂げた。
2020年6月、コロナ対応にあたる医療者や著名人への誹謗中傷被害などを受けて発足した、自民党の「インターネット上の誹謗中傷・人権侵害等の対策プロジェクトチーム」の事務局長に就任。表現の自由に配慮した被害者救済に向け、緊急的に提言をまとめた。
2021年2月、予算委員会で2回目の質問。医療現場の立場から、コロナワクチン接種の迅速化、国内開発の促進、地元つくばに研究拠点が設置される先端半導体と経済安全保障などの質問を行った。
2021年10月31日、第49回衆議院議員総選挙で、立憲民主党から出馬した青山を前回より差を広げて破り、再選。この選挙における国光側の公職選挙法違反の疑いについては後述の不祥事の項目を参照。
2022年4月、「出産費用等の負担軽減を進める議員連盟」（会長は岸田、野田から小渕優子に継承、国光が事務局）は、出産時に子ども１人あたり原則42万円が支給される「出産育児一時金」の3万円程度の増額を政府に提言する方針を固め、5月、岸田首相に対して最低でも40万円台半ばに増額するよう提言した。
2022年5月、予算委員会（NHK中継）で異例の3回目の質問。コロナ対策、デジタルヘルス・医療DX支援、子育て支援（出産費用、学費の負担軽減）、女性活躍などを質問。岸田総理から、出産育児一時金の引き上げの答弁を引き出す。その後、2023年からの引き上げが正式に決定し、参院選の公約に記載。
2022年8月10日、第2次岸田内閣において岸田派(当時)の国光は、公職選挙法を所管する総務省の大臣政務官に就任。5Gなど情報通信、郵政をはじめ、地方自治、行政相談等の自治体・地方との窓口を担当。また、マイナンバーカード、ネット上の誹謗中傷対策など、国民に身近な総務省の政策が分かりやすく伝わるよう、広報力強化に向け、若手職員と「若手広報改革チーム」を立ち上げた。
8月12日、旧統一教会との関わりを認めたことが報道された。
2022年12月15日、出産育児一時金の支給額を来年度から50万円に引き上げることなど、一連の医療保険制度改革が厚生労働省の社会保障審議会で了承される。8万円の引き上げは、制度が創設された1994年以来最大となる。さらなる改革として、2023年、「お財布のいらない出産」を掲げ、出産費用の見える化、出産の保険適用を推進した。これらを受け、岸田総理が2024年の費用の見える化、2026年の保険適用と、最低限のコストの無償化を発表した。
2023年、身寄りがない独居高齢者の急増を踏まえ、入院・入所・他界後などの身元保証対策を進めるために、勉強会を結成し、総理に要望活動を行った。9月に官邸に会議体が作られ、検討が進められている。
10月、自由民主党外交部会副部会長、女性局長代理に就任。イスラエルパレスチナ情勢について、現地で医療活動の経験から、情勢安定化と人道支援について要望活動等を推進した。
2024年2月、予算委員会（NHK中継）で質問。令和6年度診療報酬・介護報酬・障害福祉サービス等報酬改定（賃上げ・経営）、独居高齢者・身寄りのない方への支援、奨学金、中東ウクライナ情報・WPS、年金、出産費用の負担軽減、妊婦健診、インパクト投資などについて、質問を行った。
2024年10月27日、第50回衆議院議員総選挙で、立憲民主党から出馬した青山に破れたが比例復活。

## 政策・主張
- 財政出動については「どちらともいえない」。どちらかと言えば、国債発行を抑制すべきだ[56]。
- 社会の競争性増加か格差是正かについて「どちらとも言えない」。さらに、所得や資産の多い人に対する課税を強化すべきかどうかも「どちらとも言えない」[56]。
- アベノミクスを評価する[56]。
- 消費増税の先送りを評価する。なお、消費増税自体については賛成。増収分はどちらかというと幼児教育の無償化や高等教育の負担軽減に使うべきだ[56]。
- 憲法改正に賛成。改正すべき項目として、環境権、憲法改正の手続、緊急事態条項を挙げる[56]。
- 安全保障関連法の成立を評価する[56]。
- 日本の防衛力はもっと強化すべきだ。北朝鮮へは対話より圧力[56]。
- 安倍内閣による北朝鮮問題への取り組みを評価する[56]。
- 非核三原則を堅持すべきだ[56]。
- 共謀罪法を評価する[56]。
- 原子力規制委員会の審査に合格した原子力発電所は運転を再開すべきだ[56]。
- 安倍内閣による森友学園問題・加計学園問題への対応を評価する[56]。
- 幼稚園・保育所から大学まで教育無償化はどちらかというと賛成[56]。
- 被選挙権の年齢引き下げに賛成[56]。
- 同性婚や選択的夫婦別姓については無回答[56]。

## 人物

### 趣味・特技
- 子どもの頃から武道に憧れ、学生時代には柔道や剣道に熱中していた[57]。
- 大学生時代には、学生サークルの代表を務め、アフリカ、東南アジア、南米など50カ国を訪問し、マラリア、エイズ、検診、公衆衛生などの研究活動をお手伝いをしていた[58]。
- バックパッカーとして一人旅も行っており、今でも現地の母国語が話せたり、どこでも寝ることができるという特技がある[59]。

### 家族
- 夫、長男[60]

### 旧統一教会との関係
ジャーナリストの鈴木エイトが作成した「旧統一教会関連団体と関係があった現職国会議員168人」によれば、旧統一教会関連団体との関係について、かつて教団関連会合に祝電を打っていたとされる。
共同通信や東京新聞のアンケートに、「地元支援者から依頼があり、祝電を送ったことなどはある」と回答したが、送付先の団体名・祝電の内容・時期などは明かさなかった。朝日新聞や読売新聞の取材でも、会合に祝電やメッセージを寄せたことを認めた。

### その他
- 新型コロナウイルス対策で、医師と感染症対策の経験から、メディア出演が多い[66][67][68]。
- 地元茨城で医師として診療をし、石岡市医師会病院での休日夜間診療などを担当していた[69][70]。
- 選挙区である茨城県は農業が盛んであり、自らも農家の家系出身であることから、農業支援活動も積極的に行っている[71][72]。

## 不祥事、批判

### 政治資金
2020年11月7日、国光が代表を務める党茨城県第6選挙区支部で、2017年に政治団体から受けた寄付50万円を政治資金収支報告書に記載していなかったほか、事務所電気代の二重計上と寄付者の誤記載5件があったことが分かった。政治資金規正法に抵触する可能性があるが、事務所の担当者は「事務ミスだ。当時の担当者が既におらず、詳しいことは分からない」と説明、茨城県選挙管理委員会に訂正を届け出た。
2023年に旧岸田派は所属議員の政治団体へ寄付をしたが、国光は受け取った100万円を自身が代表を務める自民党支部の政治資金収支報告書に記載しなかった。
このように過去に収入の未計上を少なくとも二度繰り返している国光は、公職選挙法を所管する総務省の元政務官でもあり、2025年には裏金問題を扱う政治改革に関する特別委員を務める

### 公職選挙法で禁ずる有権者買収の疑い・政党でない者によるインターネット広告規制の抵触
2021年11月、第49回衆議院議員総選挙において、支援団体が選挙活動で現金を配布するなどして、公職選挙法違反（有権者買収）の疑いがあることが「週刊文春」、「日刊ゲンダイ」などが報じた。報道によると、自民党の支援団体で、県内の運送業者約1600社が加盟する「茨城県運輸政策研究会」の専務理事が、6区内の3支部の支部長に対して、岸田文雄の応援演説の参加者に一人当たり日当として5,000円を払うという文面のファックスを送っていた。また、安倍晋三や菅義偉の応援演説でも支払われたと報じている。朝日新聞の取材に対し、専務理事は、3支部の会員企業の従業員らに演説への参加を呼びかけ、実際に参加した21人に日当5千円を支払ったと認めた。一方、国光の事務所は「トラック協会に岸田氏が演説をするという案内は送ったが、あくまで一般的な案内であり、動員ではない。日当については把握していないので、コメントは差し控える」と回答した。
また、同選挙で選挙期間中、自身のPRや政策を訴えるインターネット広告をフェイスブックに出しており、選挙期間中に選挙運動のために候補者が有料のネット広告を出すことを禁じる公職選挙法に抵触する恐れがあることが報道された。
具体的には「衆院選2021」「茨城6区」などのハッシュタグを付けた2つの広告が選挙期間中にフェイスブック及びそれと連動するインスタグラムで広告配信されたもので、配信の詳細は現在もフェイスブックの広告ライブラリで公開され確認できる。
うち一つの広告（ライブラリID:564659241461627）は10月25日から10月30日にかけて配信され、選挙区のつくば市内に公立高校が少ないと指摘し「つくばに高校が少ない!問題に寄り添い解決を目指します!」「新しい公立高校を作ります！」など記載されていた。
二つめの広告（ライブラリID: 867604427479310）は、10月16日から10月31日の間、推定オーディエンスサイズは10万～50万、インプレッション数は13万～15万と大きく配信され「国に光を！　輝くいばらき！専門性を生かし、コロナの出口へ！」などの文章に自身のPR動画を添付した広告だった。選挙期間は10月19日公示、10月31日投開票、当時茨城６区の有権者数は454,712人であり、国光あやのの得票数は 125,703票であった。
茨城新聞の取材に対し、国光の事務所は、公職選挙法で容認されている「政党等の有料広告として掲載した」と文書で回答した。一方、政党広告とする根拠については、事務所側は答えていない。

### ワクチン接種会場での事前運動
2021年6月頃、茨城６区内のワクチン接種会場で医師として国光は問診を行う際「おばあちゃん私のこと知ってる？」等言い、国光の名前を覚えるよう有権者である高齢者にアピールしていたことが目撃されている。公職選挙法で禁止される事前運動に該当するおそれがあると指摘されている。

### 反ワクチン・反マスク・陰謀論団体のイベントで挨拶
2023年2月19日、つくば市で開催された反ワクチン・反マスク・陰謀論を唱える団体の講演会に登壇し、「なかなかみんなマスクを外さない。それを乗り越えていくためにも、今日皆さんのディスカッションで世論をどんどん広げていくことが大事だ」と挨拶した。このイベントは、茨城県教育委員会、つくば市、結城市教育委員会の3つの行政機関が後援し、国光以外にも、星田弘司茨城県議会議員（自民）、山本美和茨城県議会議員（公明）、五頭泰誠つくば市議会議員（自民）が登壇し、青山大人衆議院議員（立民）の祝電が読み上げられた。講演会では「マスク着用やデジタル社会が子供の脳の発達に影響を与える」「マスクを着けていると子供は発育過程で『出っ歯』『面長』になる」などといった説が話され、開演前はヒーラーが「傷ついた細胞・DNAを修復させる」演奏を行った。国光は取材に対して回答していない。

## 選挙歴
| 当落 | 選挙                   | 執行日         | 年齢 | 選挙区      | 政党       | 得票数     | 得票率 | 定数 | 得票順位 /候補者数 | 政党内比例順位 /政党当選者数 |
| ---- | ---------------------- | -------------- | ---- | ----------- | ---------- | ---------- | ------ | ---- | ------------------ | ---------------------------- |
| 当   | 第48回衆議院議員総選挙 | 2017年10月22日 | 38   | 茨城県第6区 | 自由民主党 | 10万2820票 | 45.89% | 1    | 1/3                | /                            |
| 当   | 第49回衆議院議員総選挙 | 2021年10月31日 | 42   | 茨城県第6区 | 自由民主党 | 12万5703票 | 52.54% | 1    | 1/2                | /                            |
| 比当 | 第50回衆議院議員総選挙 | 2024年10月27日 | 45   | 茨城県第6区 | 自由民主党 | 10万7305票 | 43.92% | 1    | 2/3                | 2/7                          |

## 主な所属団体・議員連盟

### 党役職
- 憲法改正実現本部　事務局次長
- 憲法改正・国民運動委員会タスク・フォース（TF）　講師
- 憲法改正・国民運動委員会タスク・フォース（TF）　委員（北関東ブロック担当）
- 党改革実行本部　幹事・事務局次長
- 党改革実行本部　ガバナンスコード策定ワーキングチーム　委員
- 党改革実行本部　ガバナンスコード策定ワーキングチーム　女性役員13人会　委員
- 国会対策委員会　委員
- 政治刷新本部　事務局次長
- 組織運動本部　青年局　顧問

(政調)
- 一億総活躍推進本部　幹事
- 科学技術・イノベーション戦略調査会　幹事
- 科学技術・イノベーション戦略調査会 「医療分野の研究に関する小委員会」 事務局長
- 情報通信戦略調査会　ネット上の誹謗中傷等対策小委員会　事務局長代理
- 司法制度調査会　事務局次長
- 司法制度調査会・犯罪被害者等支援PT　メンバー
- 中小企業・小規模事業者政策調査会　幹事
- 新型コロナウイルス等感染症対策本部　事務局次長
- 経済安全保障対策本部　事務局次長
- 財政健全化推進本部　幹事
- 財政健全化推進本部　次世代のための財政戦略検討小委員会　委員
- 社会保障制度調査会　誰もが安心して歳を重ねることができる「幸齢社会」に向けた包括的支援PT　事務局長
- 女性活躍推進特別委員会　幹事
- 宇宙海洋開発特別委員会、宇宙総合戦略小委員会　事務局長代理
- 医療情報政策・ゲノム医療推進特命委員会　幹事
- 性的マイノリティに関する特命委員会　事務局次長
- 社会保障制度調査会　創薬力の強化育成に関するPT　事務局次長
- 文部科学部会　副部会長
- 文部科学部会　教師の研修向上実行PT　幹事
- 文部科学部会　学校DX推進PT　幹事
- 文部科学部会　日本語教育の今後の方向性に関する検討PT
- 厚生労働部会・社会保障制度調査会、幸齢社会実現PT　事務局長
- 厚生労働部会　死因究明推進に関するPT　幹事

### 委員会・特別委員会
- 総務委員会
- 経済産業委員会
- 災害対策特別委員会

### 議連・勉強会
- 医療介護福祉保育職等の人材の円滑な確保を考える議員連盟
- 音楽療法推進議員連盟
- 国宝『医心方』のユネスコ『世界の記憶』登録を推進する議員連盟
- こども宅食推進議員連盟
- 女性医療職エンパワメント推進議員連盟
- 真の地産地消・地域共生型エネルギーシステムを構築する議員連盟
- 優れた医療機器を国民に迅速かつ安全に届けるための議員連盟
- 超党派　成育医療等基本法成立に向けた議員連盟
- 脊髄損傷に関する再生医療等議員連盟
- 党風一新の会
- 身寄りのない高齢者（おひとりさま）等の身元保証等を考える勉強会
- 難聴対策推進議員連盟
- 農民の健康を創る会
- 犯罪被害者等施策の検証・推進議員連盟
- 臨床工学技士の在り方を考える議員連盟
- リハビリテーションを考える議員連盟

### 顧問等
- 日本医療法人協会　特別顧問
- 全日本病院協会　顧問
- 日本眼科医連盟　参与
- 日本音楽療法学会　顧問
- 土浦市相撲連盟　顧問
- NPO法人いばらき救命教育・AEDプロジェクト　理事
- 土浦市倫理法人会　顧問
- 土浦市鳶職組合　顧問
- TX特別推進　顧問
- 石岡市獅子舞連合会　顧問
- 石岡倫理法人会　顧問

## メディア出演
- 2018年11月9日 BS-TBS「報道1930」
- 2018年9月9日 BSフジ「ブラマヨ弾話室」
- 2019年6月7日 CS-TBS「国会トーク・フロントライン」
- 2020年11月24日 BS11「報道ライブインサイドアウト」
- 2020年11月27日 BS-TBS「報道1930」
- 2020年1月21日 BS日テレ「深層ニュース」
- 2020年2月14日 BS日テレ「深層ニュース」
- 2020年2月18日 BS日テレ「深層ニュース」
- 2020年3月12日 CS-TBS「国会トーク・フロントライン」
- 2020年3月13日 BS-TBS「報道1930」
- 2020年3月13日 BS日テレ「深層ニュース」
- 2020年3月25日 BS-TBS「報道1930」
- 2020年4月8日 BS-TBS「報道1930」
- 2020年5月26日 BS11「報道ライブインサイドアウト」
- 2020年5月6日 BS-TBS「報道1930」
- 2020年6月11日 BS-TBS「報道1930」
- 2020年6月16日 AbemaTV「アベマプライム」
- 2020年7月6日 BS日テレ「深層ニュース」
- 2020年9月7日 BS11「報道ライブインサイドアウト」
- 2020年9月7日 BS日テレ「深層ニュース」
- 2021年1月11日 BSフジ「プライムニュース」
- 2021年1月27日 BS日テレ「プライムニュース」
- 2021年2月9日 BS11「報道ライブインサイドアウト」
- 2021年2月9日 CS-TBS「国会トーク・フロントライン」
- 2021年3月17日 BS-TBS「報道1930」
- 2021年3月25日 BS11「報道ライブインサイドアウト」
- 2021年3月27日 テレビ朝日「朝まで生テレビ！」
- 2021年5月1日 テレビ朝日「朝まで生テレビ！」
- 2021年7月30日 BS日テレ「プライムニュース」
- 2021年8月3日 BS日テレ「プライムニュース」
- 2021年8月5日 BS-TBS「報道1930」
- 2022年12月1日 BS11「報道ライブインサイドアウト」
- 2022年1月20日 BS日テレ「プライムニュース」
- 2023年2月3日 BS11「報道ライブインサイドアウト」